# 雅克·布雷尔站
雅克·布雷尔站（Jacques Brel）是布鲁塞尔地铁5号线的车站，位于比利时布鲁塞尔首都大区安德莱赫特。

## 名称
该站以比利时歌手雅克·布雷尔命名。